# Кутугай
Кутуга́й (рос. Кутугай) — село у складі Александрово-Заводського району Забайкальського краю, Росія. Входить до складу Шаранчинського сільського поселення.

## Населення
Населення — 220 осіб (2010; 266 у 2002).
Національний склад (станом на 2002 рік):
- росіяни — 100 %